# Sarnia Sting
Die Sarnia Sting sind ein kanadisches Eishockeyteam aus Sarnia, Ontario. Das Nachwuchsteam zog 1994 nach Sarnia und spielt in einer der drei höchsten kanadischen Junioreneishockeyligen, der Ontario Hockey League (OHL).

## Geschichte
1994 kauften die Brüder Robert und Dino Ciccarelli das Franchise der Newmarket Royals und ließen es von Newmarket, Ontario, in ihre Heimatstadt Sarnia umsiedeln und es in Sarnia Sting umbenennen. Das Junior B-Team der Sarnia Bees sah sich gezwungen 1995 seinen Namen in Steeplejacks zu ändern, um die mächtigeren Konkurrenz aus der OHL zu umgehen. Der Grund hierfür war, dass das Logo der Sarnia Sting eine Biene mit ausgefahrenem Stachel zeigt. Robert Ciccarelli wurde in der Saison 1999/2000 aufgrund seiner Verdienste um das Franchise zum OHL Executive of the Year ernannt. Bislang konnte die Mannschaft einzig in der Saison 2003/04 ihre eigene Division gewinnen. In den Playoffs kam man nie über die zweite Runde hinaus, in der sie 1996 an den Peterborough Petes, sowie 1997 und 2008 an den Kitchener Rangers scheiterten.

## Erfolge
Divisionstitel
- 2003/04 Bumbacco Trophy, West Division
- 2015/16 Bumbacco Trophy, West Division

## Spieler

### Erstrunden-Draftpicks im NHL Entry Draft
| Name               | Jahr | Draft-Position | Team                |
| Jeff Brown         | 1996 | 22.            | New York Rangers    |
| Jeff Heerema       | 1998 | 11.            | Carolina Hurricanes |
| Patrick DesRochers | 1998 | 14.            | Phoenix Coyotes     |
| Matt Pelech        | 2005 | 26.            | Calgary Flames      |
| Steven Stamkos     | 2008 | 1.             | Tampa Bay Lightning |
| Nail Jakupow       | 2012 | 1.             | Edmonton Oilers     |
| Alex Galchenyuk    | 2012 | 3.             | Montréal Canadiens  |
| Tony DeAngelo      | 2014 | 19.            | Tampa Bay Lightning |
| Pavel Zacha        | 2015 | 6.             | New Jersey Devils   |
| Jakob Chychrun     | 2016 | 16.            | Arizona Coyotes     |
| Jacob Perreault    | 2020 | 27.            | Anaheim Ducks       |

### Weitere ehemalige Spieler
- Eric Boulton
- Sean Brown
- Daniel Carcillo
- Mike Danton
- Andy Delmore
- Daniel Del Monte
- Dan Fritsche
- Micheal Haley
- Jeff Heerema
- Eric Himelfarb
- Travis Konecny
- Jordan Kyrou
- Trevor Letowski
- Matt Martin
- Brandon Mashinter
- Connor Murphy
- Dalton Prout
- Brett Ritchie
- Richard Rochefort
- Jonathan Sim